# Station Ainsdale
Ainsdale is een station van National Rail in Sefton in Engeland. Het station is eigendom van Network Rail en wordt beheerd door Merseyrail. Het station is geopend in 1848. 